# 血の日曜日事件 (1965年)
血の日曜日事件（ちのにちようびじけん）は、アメリカの公民権運動中の1965年3月7日、アラバマ州の都市セルマで起きた事件。デモ行進の参加者を州兵らが暴力的な手段で阻止し、流血の事態を招いた。

## 概要
1965年3月7日から25日にかけて、セルマから州都のモンゴメリーまでの87キロメートルの距離を歩くセルマからモンゴメリーへの行進が3回に渡り行なわれた。この行進は非暴力主義の活動家たちによって企画されたもので、人種隔離主義者の抑圧に抵抗し、憲法で保障されたアフリカ系アメリカ人市民の投票権を実現することを目的としていた。この行動はセルマおよびアメリカ合衆国南部一帯で広がっていた投票権を主張する活動の一環であった。
人種的不公平に焦点を当てることにより、公民権運動がもたらした歴史的成果である同年の投票権法の通過に貢献した。
19世紀後半より、南部の各州は何百万人ものアフリカ系アメリカ人の公民権を奪い人種隔離を強いるジム・クロウ法の数々を通過させ施行していた。1963年にアフリカ系アメリカ人の団体であるダラス郡投票者同盟（DCVL）および学生非暴力調整委員会（SNCC)よって始められた投票者登録運動は、白人が占める当局によって主催者の逮捕および登録を希望する黒人層への嫌がらせが行なわれ頓挫した。1964年の公民権法の通過は人種隔離に法的に終止符を打ったものの、セルマの状況が大きく変わることはなかった。DCVLは活動の機運を高めるためキング牧師と南部キリスト教指導者会議（SCLC）の活動家を招聘。彼らはより多くの重要人物をアラバマ州に引き込む役割を果たした。
アラバマ州での抗議活動は1965年1月に始まり、2月末の時点で3000人が逮捕されていた。2月26日、活動家で助祭のジミー・リー・ジャクソンが亡くなった。彼はその8日前の2月18日、アラバマ州マリオン近郊での平和行進の最中に州警察のジェイムズ・ボナード・ファウラーによって銃撃されていた。担当した医師の見解によると死因は麻酔の過剰投与によるものとのこと。
セルマの投票権運動を指揮していたジェイムズ・ベヴェルは、黒人コミュニティの怒りを鎮め、活動に再度集中するために、セルマから州都モンゴメリーまでの長距離の行進を呼びかけた。これにより、妨げられることのない投票権の行使することを人々に訴えたのだった。
人種隔離主義者であったジョージ・ウォレス・アラバマ州知事は「公共の秩序を乱す恐れがある」としてこれを非難し、あらゆる手段を使って行進の阻止を宣言した。

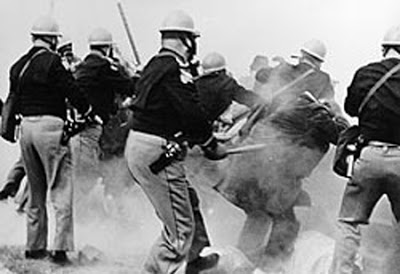
「血の日曜日事件」にてデモ隊を襲う白人警官

最初の行進は1965年3月7日に実施に移された。推定で525名から600名ほど活動家がセルマを出発。リーダーを務めたのはベヴェルとアメリア・ボイントン・ロビンソンだった。しかしながら、この行進はセルマの出発点からモンゴメリー方面へ僅か6ブロックの地点のエドマンド ペタス橋を越えたところで、州警察と武装隊がこん棒と催涙ガスで非武装の参加者を強制排除して終わった。当局者はボイントンを意識不明になるまで殴打し、参加者の17人が病院に収容される事態となった。
2回目の行進はその2日後に実施されたが、連邦裁判所が更なる行進について一時的な差し止め命令を出したため、キング牧師は途中で行進を取りやめにした。その晩、反公民権運動の団体が活動家でボストンのユニテリアン・ユニヴァーサリストだったジェイムズ・リーブを殺害した。
3回目の行進は3月21日に始まり、連邦政府の管理下のアラバマ州兵、連邦捜査局、連邦保安官局が護衛した（ウォレス州知事は参加者の護衛を拒否した）。数千人の参加者が国道80号線（US 80）に沿って1日平均16キロメートル歩き、3月24日にモンゴメリーに到着した。その翌日、25,000人がアラバマ州庁舎の階段でデモを行なった。
血の日曜日の暴力とリーブ殺害は全米規模の抗議に発展し、行進は全米および国際的なメディアに取り上げられることになった。抗議者たちはアフリカ系アメリカ人が嫌がらせや妨害を受けることなく投票者登録ができるようにする新たな連邦投票権法の制定を求めて運動を行なった。リンドン・ジョンソン大統領はこれをチャンスと捉えて、3月15日に全米にテレビ中継される形で歴史的な議会合同会議を実施し、その後1965年投票権法として知られることとなる法案を通過させるよう議会に求めた。彼はこれを8月6日に施行し、これにより黒人有権者が大挙して投票登録することへの障害は取り除かれた。この行進のルートは、セルマからモンゴメリーへの国立歴史トレイルとして国に制定され、人々に記憶されることとなった。

## 結果・影響
重傷を負って血だらけで倒れる人々の残酷なシーンはテレビで報道され、白人を含む多くの人々は凄惨な弾圧映像に拒否感を覚え、以後の合衆国の投票権法の成立と公民権運動を後押しすることになった。
最初の行進の惨状は後に血の日曜日事件として知られるようになった。このとき重傷を負ったボイントンが橋上で横たわっている写真をメディアは世界に配信した。
デモに参加し、頭蓋骨骨折の重傷を負ったジョン・ルイスは後に政界へ進出、1987年から2020年までジョージア州選出の下院議員として活動した。

## 題材とした作品
- 『State of Alabama』（1965年）は、キーツ＆ハーンドンがアラバマ州主権委員会のために制作したプロパガンダ映像作品である（ASSCプロジェクト）[9][10][11]。
- 『Eyes on the Prize』（1987年）は、14時間におよぶPBSのドキュメンタリー・シリーズで、ジュリアン・ボンドがナレーションを担当し、PBSがプロデュースをしている。第6回目のエピソード「Bridges To Freedom」でセルマからモンゴメリーへの行進が取り上げられている。このシリーズとプロデューサーはエミー賞を6部門、ピーボディ賞およびアルフレッドI.デュポン–コロンビア大学賞の優秀報道賞を受賞、またアカデミー賞にもノミネートされた[12]。
- 『Selma, Lord, Selma』（1999年）はセルマからモンゴメリーへの行進に関連する出来事を取り上げた初のドラマ仕立ての映画であり、ディズニーがABCテレビ放映のために制作したものである[13]。
- 『MARCH』（2013年）はジョン・ルイス議員が執筆し、トップ・シェルフ・プロダクションズが出版した3部作のグラフィックノベルである。和訳版は岩波書店より出版された（翻訳：押野素子）[14]。エドマンド・ペタス橋において公民権運動の活動家たちがアラバマ州警察によって殴打され、催涙ガスを浴びるところから始まる。ルイスと彼の側近のアンドリュー・アイディンによって執筆され、ネイト・パウエルがイラストレーションを担当。第1巻は2013年8月に出版された[15]。和訳版は2018年に出版となっている[16]。
- 『グローリー/明日への行進（原題：Selma）』（2014年）はエイヴァ・デュヴァーネイ監督によるアメリカ映画であり、セルマにおける投票権運動を展開し、セルマからモンゴメリーへの行進を行なった歴史的な人々を描いている。デヴィッド・オイェロウォがマーティン・ルーサー・キング・ジュニア役、トム・ウィルキンソンがリンドン・ジョンソン役、コモンがジェイムズ・ベヴェル役、ティム・ロスがジョージ・ウォレス役を演じている。アカデミー作品賞にノミネートされ、アカデミー歌曲賞を受賞。ジョンソン大統領の描かれ方が事実と反するとの批判も受けつつ、総じて高い評価を受けた[17][18][19][20]。